# ICE 4
Les ICE4 sont des rames automotrices électriques de type Intercity-Express à grande vitesse, construites par Siemens AG et exploitées en test depuis 2017. Jusqu'en septembre 2015, les trains étaient exploités sous le nom de leur projet ICx.
La désignation pour la série est 412 pour les motrices et 812 pour les voitures intermédiaires.

## Véhicules
Siemens et la DB ont décidé de construire des unités multiples de cinq véhicules techniquement unifiés, modulables et indépendantes, les voitures ont entre 28,75 et 29,10 m. L'équipement de traction n'est cependant plus réparti sur plusieurs voitures et selon les besoins, la compagnie peut composer des rames de 7 à 13 voitures. La forme intérieure et extérieure des véhicules correspond essentiellement à la norme ICE. Jusqu'en 2023, environ 130 trains ICE seront mis en circulation avec 1511 voitures,.

### Motrices
Aptes à 250 km/h, les voitures motrices, indépendantes avec une technologie de traction identique, ont une longueur de 29,10 m, pour une largeur de 2.85 m et une hauteur de 4.11 m, sous 15 kV 16.7 Hz. Chaque voiture a une puissance de 1650 kW, soit de 4950 kW pour 12 moteurs de traction sur les compositions à 7 voitures, 9900 kW pour les compositions à 12 voitures et 11550 kW pour les trains à 13 voitures,.

### Configuration
À partir de cinq types de voitures (voiture pilote, voiture motrice, voiture moyenne, voiture restaurant et voiture de service), on peut composer jusqu'à 24 agencements différents, L'ICE 4 de la DB est disponible en différentes versions avec 7, 12 ou 13 voitures.
Pour les rames à 7 voitures, la DB en a commandé 37, numérotées 9201 à 9237. Elles sont configurées de 3 voitures motorisées + 4 voitures non motorisées. Elles peuvent circuler en UM2, mais qu'en Allemagne pour l'instant. Elle recevra également 50 rames à 12 voitures, numérotés 9001 à 9050 et 50 rames à 13 voitures, numérotées 9451 à 9500 et deux voitures d'extrémité comme réserve. Ces rames de 12 et 13 voitures seront exploitées en Allemagne, en Suisse et en Autriche, elles sont équipées de deux pantographes avec une palette d'une largeur de 1950 mm pour les réseaux allemand et autrichien et de deux pantographes équipés d'une palette de 1450 mm pour le réseau suisse.
Les trains en 12 voitures possèdent 6 voitures motrices alors que ceux avec 13 voitures en ont 7. Ils offrent un nombre de sièges particulièrement important : 830 dans la ICE 4 en douze parties, 918 places dans la ICE 4 en treize parties. Des emplacements pour huit vélos sont également disponibles.
Tous les ICE 4 répondent aux Spécifications techniques d'interopérabilité pour personnes à mobilité réduite ainsi que pour la sécurité dans les tunnels ferroviaires.